# Yên Trung, Nghệ An
Yên Trung là một xã thuộc tỉnh Nghệ An, Việt Nam. Xã được hình thành trên cơ sở sáp nhập các xã Hưng Yên Bắc, Hưng Yên Nam và Hưng Trung của huyện Hưng Nguyên trong đợt Sáp nhập tỉnh thành Việt Nam 2025.

## Địa lý
Xã Yên Trung có vị trí địa lý:
- Phía Đông giáp xã Nghi Lộc
- Phía Nam giáp xã Hưng Nguyên, xã Đại Huệ và xã Kim Liên
- Phía Tây giáp xã Đông Lộc và xã Đại Huệ
- Phía Bắc giáp xã Đông Lộc

Xã Yên Trung có diện tích tự nhiên 37,74 km2.

## Hành chính và tên gọi
Xã Yên Trung được thành lập theo Nghị quyết số 1678/NQ-UBTVQH15 của Ủy ban Thường vụ Quốc hội Việt Nam, ban hành ngày 16 tháng 6 năm 2025. Theo đó, sắp xếp toàn bộ diện tích tự nhiên, quy mô dân số của các xã Hưng Yên Bắc, Hưng Yên Nam và Hưng Trung thuộc huyện Hưng Nguyên trước đây thành một xã mới có tên gọi là xã Yên Trung.
Trước đó, theo Đề án sắp xếp đơn vị hành chính cấp xã tỉnh Nghệ An, xã này là xã Hưng Nguyên 2.
Sau sắp xếp xã có diện tích tự nhiên: 37,74 km2, quy mô dân số: 26.239 người.